# Бармиш
Бармиш је насељено место у Босни и Херцеговини у општини Коњиц у Херцеговачко-неретванском кантону које административно припада Федерацији Босне и Херцеговине.  Према прелиминарним резултатима пописа 2013. у несељу је живело 19 становника.

## Становништво
По последњем службеном попису становништва из 1991. године, насеље Бармиш је имало 111 становника. Сви становници су били Муслимани. Муслимани се данас углавном изјашњавају као Бошњаци. Према попису из 2013. број становника се смањио и сада их је само 19 који живе у 8 домаћинстава.

### Кретање броја становника по пописима
| година пописа  | 1948. | 1953. | 1961. | 1971. | 1981. | 1991. | 2013. |
| бр. становника | —     | —     | 70    | 103   | 155   | 111   | 19    |